# Кіру
Кіру (кор. 기루왕, 己婁王, Giru-wang, Kiru-wang; пом. 128) — корейський ван, третій правитель держави Пекче періоду Трьох держав.

## Походження
Був старшим сином вана Тару, був проголошений спадкоємцем престолу 33 року. Зійшов на трон після смерті батька 77 року. «Самгук Сагі» каже, що він мав широкі знання й не звертав своєї уваги на дрібні деталі.

## Правління
Про період його правління відомо небагато. «Самгук Сагі» зафіксував різноманітні природні катаклізми, зокрема землетрус, посуху й тайфун, що сприймалось як погані прикмети для держави Пекче.
85 року Кіру вторгся до меж сусідньої держави Сілла, втім 105 року уклав з тамтешнім правителем мирну угоду. 125 року Кіру відрядив підмогу до Сілли, щоб відбити вторгнення племен мохе.
Серед іншого в «Самгук Сагі» зафіксовано такі основні події правління Кіру:

навесні 85 року ван відрядив армію, щоб атакувати кордони Сілли. Влітку того ж року на небі побачили нову зірку в Пурпуровій Забороненій Огорожі;
в останній день восьмого місяця 87 року відбулось сонячне затемнення;
у шостому місяці 89 року стався сильний землетрус, в результаті якого були зруйновані будинки та який призвів до численних жертв;
навесні 90 року почалась велика посуха, що знищила врожаї ячменю. Влітку того ж року був потужний вітер, що викорчовував дерева;
в перший день шостого місяця 92 року відбулось сонячне затемнення;
восени 93 року з верхівки гори Хенг одночасно впали п'ять валунів;
влітку 97 року спостерігали двох драконів на річці Хан;
восени 99 року вдарили морози, що побили врожай бобів. Взимку того ж року був сильний дощ і град;
103 року під час полювання на горі Хан Кіру вполював великого оленя;
105 року ван відрядив посланців до Сілли, щоб ті уклали мир із сусідньою державою;
взимку 107 року не було дощів;
навесні та влітку 108 року Пекче спіткала посуха, що змусила людей вдаватись до канібалізму. Восени племена мохе здійснили напад на фортецю Угок, розграбувавши її та взявши полон, після чого відступили;
навесні 111 року стався землетрус, повторні поштовхи відбулись узимку того ж року;
113 року ван відрядив нове посольство до Сілли;
влітку 116 року над столичною брамою оселились журавлі. Невдовзі почались сильні дощі, що тривали десять днів, через які річка Хан вийшла з берегів і затопила помешкання. Восени ван наказав доглянути за полями, що постраждали від повені;
125 року на Сіллу напали племена мохе. Сілла письмово звернулась до Кіру з проханням відрядити вояків у підмогу. Ван відрядив на допомогу сусідній державі п'ятьох генералів разом з їхнім військом;
взимку (11-й місяць) 128 року ван Кіру помер.